# Гребеники (Миколаївський район)
Гребеники — село в Україні, у Новоодеській міській громаді Миколаївського району Миколаївської області. Населення становить 148 осіб.

## Населення
Згідно з переписом УРСР 1989 року чисельність наявного населення села становила 462 особи, з яких 377 чоловіків та 85 жінок.
За переписом населення України 2001 року в селі мешкало 145 осіб.

### Мова
Розподіл населення за рідною мовою за даними перепису 2001 року:
| Мова       | Відсоток |
| ---------- | -------- |
| українська | 98,65 %  |
| російська  | 1,35 %   |